# Åbo konstmuseum
Åbo konstmuseum (finska: Turun taidemuseo) på Puolalabacken drivs av Konstföreningen i Åbo, som bildades år 1891. Museet har betydande samlingar av konst från den finländska konstens guldålder, bland annat verk av Akseli Gallen-Kallela, Helene Schjerfbeck och Robert Wilhelm Ekman.
Åbo konstmuseums förste intendent var Victor Westerholm, under perioden 1891–1919.

## Museibyggnad
Museibyggnaden i nationalromantisk stil är ritad av Gustaf Nyström. Byggnaden donerades till Åbo stad av bröderna Ernst och Magnus Dahlström, att underhållas av staden och användas som säte för Konstföreningens museiverksamhet. Den invigdes 1904 och genomgick en omfattande renovering 1999–2005.